# Hernádi-Herzl Kornél
Hernádi Herzl Kornél (Hernadi-Herzel Kornel; Herzl Kornél; Hernadi Herzl Kornél) (Pest, 1858. július 3. – Zürich, 1910. augusztus 3.) magyar-francia festőművész.

## Életpályája
Herzl Tivadar nagykereskedő és Herzog Sarolta fiaként született. A Müncheni Képzőművészeti Akadémián és Párizsban tanult. Mestere: Liezen-Mayer Sándor és Benczúr Gyula voltak. Az 1880-as évek divatos, népies novella-festés képviselője volt. 1883-ban megfestette első kiállított képét, az Oldalvéd címűt. 1883-ban, Budapesten a Műcsarnokban is látható volt. 1886-ban Párizsban telepedett le. Élete nagy részét Párizsban élte, de festményeit gyakran küldte Budapestre.
Felesége Rüdinger Emma volt.
Gyermekeik: Hernádi Kornélia (1898–1973) és Hernádi Pál.

## Festményei
- Oldalvéd (1883)
- Flörtölés a kocsmában (1893)
- Férfi portré